# Rafał Pęczek
Rafał Pęczek (ur. 11 października 1894 w Pisarach, zm. w 1959 w Lublinie) – żołnierz Wojska Polskiego, uczestnik wojny polsko-bolszewickiej, kawaler Orderu Virtuti Militari.

## Życiorys
Urodził się 11 października 1894 we wsi Pisary, w rodzinie Andrzeja (zm. ok. 1896) i Marianny z Mędrykowskich. W 1912 ukończył dwa oddziały w szkole rosyjskiej i zaczął pomagać matce w pracy zarobkowej. W 1917 został członkiem Polskiej Organizacji Wojskowej.
3 listopada 1918 wstąpił do Wojska Polskiego. Podczas wojny polsko-bolszewickiej walczył w szeregach 10. kompanii III batalionu 6 pułku piechoty Legionów. Szczególnie zasłużył się m.in. 17 czerwca 1920 podczas walk odwrotowych z pod Kijowa, gdzie „mimo opanowania prawoskrzydłowej placówki pozostał na stanowisku, a po nadejściu rezerw, posuwając się prawym skrzydłem oddziału ogniem bocznym zmusza nieprzyjaciela do odwrotu i bierze jeńców”. Za tę postawę został odznaczony Orderem Virtuti Militari.
15 kwietnia 1923 został zwolniony z wojska. Do 1932 pracował w mleczarni w Opatowie. W 1933 był pracownikiem sezonowym w Pomocniczej Składnicy Uzbrojenia nr 2 w Lublinie, a później został zatrudniony w Kadrze 9 batalionu pancernego w Lublinie jako cywilny wartownik.
Brał udział w walkach podczas kampanii wrześniowej. W czasie okupacji niemieckiej pracował jako pracownik w młynie. Zmarł w 1959 roku w Lublinie, został pochowany na cmentarzu przy ul. Unickiej.
Był żonaty z Józefą z Kosiorów, z którą miał czworo dzieci: Janinę (ur. 1924), Zygmunta (ur. 1926), Edwarda (ur. 1929) i Tadeusza (ur. 1938)

## Ordery i odznaczenia
- Krzyż Srebrny Orderu Wojskowego Virtuti Militari nr 643 – 22 lutego 1921[9][2][10][b][12]
- Medal Pamiątkowy za Wojnę 1918–1921 – 1929[4]
- Odznaka pamiątkowa „Orlęta” nr 656[4]